# Rudolf Červený (lední hokejista)
Rudolf Červený (* 6. srpna 1989, České Budějovice) je český lední hokejista hrající na postu levého či pravého křídla a reprezentant, který od července 2013 nastupuje za český klub Mountfield HK. Mimo Česko působil na klubové úrovni v Kanadě.

## Hráčská kariéra
Svoji hokejovou kariéru začal v týmu HC České Budějovice, kde prošel všemi mládežnickými kategoriemi a v sezoně 2006/207 si odbyl premiéru v "áčku" tehdy hrajícím extraligu. V roce 2007 zamířil do kanadského mužstva Regina Pats z juniorské WHL. Po dvou letech se vrátil do Budějovic, kde působil v juniorce i seniorské kategorii a zároveň formou střídavých startů či hostování pomáhal prvoligovým klubům HC Tábor a IHC KOMTERM Písek. V listopadu 2012 odešel hostovat do prvoligového týmu BK Mladá Boleslav, v jehož dresu nastupoval do konce ročníku 2012/13.

### Mountfield HK
V roce 2013 zamířil do nově vzniklého extraligového klubu Mountfield HK z Hradce Králové, kam se tehdy přesunul celý českobudějovický tým. Krátce po přesunu si s mužstvem zahrál na turnaji European Trophy v severní divizi, kde Hradec skončil v konfrontaci s mužstvy Luleå HF (Švédsko), EC Red Bull Salzburg (Rakousko), HC Škoda Plzeň, HC Kometa Brno, Kärpät Oulu (Finsko), Hamburg Freezers a Eisbären Berlín (oba Německo) na osmém nepostupovém místě. V březnu 2015 podepsal s královéhradecký vedením nový dvouletý kontrakt. S Hradcem Králové se představil na konci roku 2016 na přestižním Spenglerově poháru, kde byl klub nalosován do Torrianiho skupiny společně s celky HC Lugano (Švýcarsko) a Avtomobilist Jekatěrinburg (Rusko) a skončil v základní skupině na druhém místě. Ve čtvrtfinále poté vypadl po prohře 1:5 nad evropským výběrem Kanady. V sezoně 2016/17 s královéhradeckým týmem poprvé v jeho historii postoupil v nejvyšší soutěži do semifinále play-off, kde bylo mužstvo vyřazeno pozdějším mistrem - Kometou Brno v poměru 2:4 na zápasy, ale Červený společně se spoluhráči a trenéry získal bronzovou medaili. 30. dubna 2017 mu v klubu skončila smlouva a novou neuzavřel, jelikož preferoval zahraniční angažmá. Působení v cizině mu nakonec nevyšlo, a proto v červnu 2017 podepsal s Hradcem nový kontrakt na dva roky s výstupní klauzulí.

## Klubové statistiky
| Sezona       | Klub                 | Soutěž          | Základní část | Základní část | Základní část | Základní část | Základní část | Play off | Play off | Play off | Play off | Play off |
| Sezona       | Klub                 | Soutěž          | Z             | G             | A             | B             | TM            | Z        | G        | A        | B        | TM       |
| ------------ | -------------------- | --------------- | ------------- | ------------- | ------------- | ------------- | ------------- | -------- | -------- | -------- | -------- | -------- |
| 2006/2007    | HC Mountfield        | Česká extraliga | 4             | 0             | 0             | 0             | 0             | —        | —        | —        | —        | —        |
| 2007/2008    | Regina Pats          | WHL             | 61            | 10            | 9             | 19            | 39            | 5        | 0        | 1        | 1        | 2        |
| 2008/2009    | Regina Pats          | WHL             | 55            | 6             | 15            | 21            | 45            | —        | —        | —        | —        | —        |
| 2009/2010    | HC Mountfield        | Česká extraliga | 14            | 1             | 0             | 1             | 6             | —        | —        | —        | —        | —        |
|              | HC Tábor             | 1. česká liga   | 33            | 10            | 4             | 14            | 26            | 5        | 1        | 2        | 3        | 12       |
| 2010/2011    | HC Mountfield        | Česká extraliga | 34            | 6             | 3             | 9             | 8             | 6        | 1        | 0        | 1        | 0        |
|              | HC Tábor             | 1. česká liga   | 9             | 1             | 1             | 2             | 8             | —        | —        | —        | —        | —        |
|              | IHC KOMTERM Písek    | 1. česká liga   | 5             | 3             | 2             | 5             | 0             | —        | —        | —        | —        | —        |
| 2011/2012    | HC Mountfield        | Česká extraliga | 52            | 5             | 5             | 10            | 34            | 5        | 1        | 1        | 2        | 0        |
|              | IHC KOMTERM Písek    | 1. česká liga   | 1             | 0             | 0             | 0             | 0             | —        | —        | —        | —        | —        |
| 2012/2013    | HC Mountfield        | Česká extraliga | 33            | 3             | 2             | 5             | 28            | 5        | 0        | 2        | 2        | 2        |
|              | BK Mladá Boleslav    | 1. česká liga   | 11            | 0             | 4             | 4             | 10            | —        | —        | —        | —        | —        |
| 2013/2014    | Mountfield HK        | Česká extraliga | 51            | 4             | 10            | 14            | 46            | 5        | 0        | 0        | 0        | 6        |
| 2014/2015    | Mountfield HK        | Česká extraliga | 46            | 10            | 4             | 14            | 26            | 4        | 0        | 1        | 1        | 4        |
| 2015/2016    | Mountfield HK        | Česká extraliga | 51            | 14            | 13            | 27            | 22            | 6        | 3        | 4        | 7        | 2        |
| 2016/2017    | Mountfield HK        | Česká extraliga | 35            | 12            | 12            | 24            | 32            | 1        | 0        | 0        | 0        | 0        |
| 2017/2018    | Mountfield HK        | Česká extraliga | 48            | 21            | 17            | 38            | 54            | 13       | 3        | 3        | 6        | 6        |
| 2018/2019    | HC Slovan Bratislava | KHL             | 57            | 11            | 12            | 23            | 28            | —        | —        | —        | —        | —        |
| 2018/2019    | Brynäs IF            | SEL             | 11            | 1             | 4             | 5             | 2             | —        | —        | —        | —        | —        |
| 2019/2020    | Mountfield HK        | Česká extraliga | 30            | 5             | 11            | 16            | 16            | —        | —        | —        | —        | —        |
| 2019/2020    | HC Kometa Brno       | Česká extraliga | 6             | 1             | 0             | 1             | 2             | —        | —        | —        | —        | —        |
| 2020/2021    | Pelicans Lahti       | Liiga           | 56            | 21            | 17            | 38            | 46            | 5        | 3        | 1        | 4        | 2        |
| 2021/2022    | Dinamo Riga          | KHL             | 32            | 7             | 5             | 12            | 32            | —        | —        | —        | —        | —        |
| 2021/2022    | Kärpät Oulu          | Liiga           | 1             | 0             | 0             | 0             | 0             | —        | —        | —        | —        | —        |
| 2022/2023    | Admiral Vladivostok  | KHL             | 60            | 13            | 7             | 20            | 32            | 12       | 0        | 3        | 3        | 4        |
| 2023/2024    | Barys Astana         | KHL             |               |               |               |               |               |          |          |          |          |          |
| Celkem v ELH | Celkem v ELH         | Celkem v ELH    | 404           | 82            | 77            | 159           | 274           | 45       | 8        | 11       | 19       | 20       |

## Reprezentace
| Turnaj          | Místo konání            | Z | G | A | B | TM | Umístění          |
| --------------- | ----------------------- | - | - | - | - | -- | ----------------- |
| MS-18 2007      | Finsko (Rauma, Tampare) | 6 | 0 | 1 | 1 | 2  | 9. místo - sestup |
| MSJ 2009        | Kanada (Ottawa)         | 6 | 0 | 1 | 1 | 0  | 6. místo          |
| Celkem na MS-18 |                         | 6 | 0 | 1 | 1 | 2  |                   |
| Celkem na MSJ   |                         | 6 | 0 | 1 | 1 | 0  |                   |